# Correlationisme
Volgens Immanuel Kant bestond de filosofie uit criticisme, scepticisme en dogmatisme. Hij probeerde dit meningsverschil te beslechten door de invoering van correlationisme. 
Het correlationisme houdt in dat weten en zijn samengaan. Het een kan niet zonder het ander bestaan. Dit werd de overheersende trend in de Westerse Post-Kantiaanse filosofie. Het ging daarbij niet meer om de juiste beschrijving van een Ding-an-sich, omdat dit niet beschreven kon worden. Alleen door menselijke zintuigen kon dit tot ons komen. Er werd nu gezocht naar een juiste beschrijving van bewustzijn of van taal om zo tot een juiste beschrijving van de correlatie tussen weten en zijn te komen.
Quentin Meillassoux heeft hierop kritiek gegeven met de begrippen ancestraliteit en archefossielen. Het eerste begrip, ancestraliteit, laat zien dat de empirische wetenschap uitspraken kan doen over gebeurtenissen die voorafgaan aan bewustzijn en leven. Er worden bijvoorbeeld op enkele tijdstippen waarnemingen gedaan en vervolgens worden door middel van toepassingen uit de wiskunde (de vervaltijd van radioactieve isotopen wordt lineair logarithmisch constant geacht, ook in de tijd dat de mens nog niet bestond) uitspraken gedaan over het ontstaan van het heelal, de aarde, het leven of de mens. Omdat hierbij gebruik wordt gemaakt van wiskundige begrippen, worden die verondersteld inherent in de dingen aanwezig te zijn. Dat wil zeggen, zij zijn aanwezig zonder tussenkomst van de mens oftewel zonder correlationisme.
De Engelse filosoof Ray Brassier heeft een andere vorm van kritiek gegeven. Hij zegt dat op subatomair niveau  de wet van non-contradictie niet geldt. Daardoor zouden de natuurwetenschappen niet noodzakelijk een juist beeld geven van de realiteit. Ook dat ondergraaft het correlationisme.